# خرمگس (رمان)
خرمگس (به انگلیسی: The Gadfly) رمانی از نویسندهٔ ایرلندی، اتل لیلیان وینیچ است که در ژوئن سال ۱۸۹۷ میلادی در ایالات متحده آمریکا و در سپتامبر همان سال در انگلستان منتشر شد.
داستان کتاب در ایتالیای تحت نفوذ اتریش در دههٔ ۱۸۴۰ میلادی می‌گذرد که زمانه‌ای پر از آشوب و خیزش بود. شخصیت اصلی داستان، آرتور بورتون است که سردستهٔ جنبش جوانان است و دشمنش پدر مونتانلی است. دنباله‌ای از روابط تراژیک بین آرتور و دختر محبوبش، جما، در داستان پیش می‌آید. این کتاب، داستان ایمان، بیداری از خواب و خیال، دگرگونی، عشق و شجاعت است.

## زمینه تاریخی کتاب
در رمان خرمگس، فعالیت سازمان «ایتالیای جوان» طی سالیان ۳۰ تا ۴۰ قرن نوزدهم ترسیم شده‌است، در آن عصر، پس از قلع و قمع ارتش ناپلئون، سراسر ایتالیا به هشت کشور جداگانه تقسیم گشته و عملاً در اشغال ارتش اتریش بود، رئیس کلیسای کاتولیک، پاپ رم، از اشغالگران اتریشی حمایت می‌کرد، ملت ایتالیا نیز زیر این یوغ دوگانه رنج می‌بُرد و ستم می‌کشید، در سال ۱۸۳۱ ژوزف مازینی، انقلابی مشهور ایتالیا که از میهن خود رانده شده بود، سازمان مخفی «ایتالیای جوان» را پایه‌گذاری کرد، آغاز وقایع رمان، مربوط به سال ۱۸۳۳ است، آن سال در نواحی مختلف ایتالیا مردم دست به قیام‌های مسلحانه می‌زدند، اتریشی‌ها با دستیاری حکومت‌های محلی، قیام‌های مردم را با قساوتی بی‌سابقه در هم می‌شکستند، ظاهراً همه توجه نویسنده به تصویر کاراکتر قهرمانی یک فرد انقلابی معطوف بوده‌است، وینچ، با خلق سیمای یک قهرمان مبارز در عین حال با نیرویی شگرف، نقاب تقدس را از چهره خادمین کلیسا می درد، «آرتور» جوان گُمان می‌برد که کلیسا راهنمای ملت است اما در برخورد با واقعیات، پوچی این پندار را عمیقاً درک می‌کند، وینچ با مهارتی بسیار، سیمای باشکوه یک قهرمان را می‌آفریند، نویسنده، رمان خود را بر پایه افکار انتزاعی و اخبار جراید بنا نمی‌کند، بلکه به خلق سیما هائی زنده و تابناک می‌پردازد، سراسر رمان سرشار از عشق عمیق به انسانها است، چهرهٔ خرمگس، درخشان‌ترین چهرهٔ یک مبارز واقعی در سراسر ادبیات جهان است، این کتاب تاکنون به زبان‌های هلندی، آلمانی، لهستانی، عبری، روسی، فرانسوی، چینی، مجارستانی، ژاپنی و بیش از بیست زبان دیگر ترجمه شده‌است.

## برگردان فارسی
تاکنون برگردان‌های زیادی از این کتاب منتشر شده‌است.
نخستین چاپ در سال ۱۳۴۱ توسط سازمان کتابهای جیبی (فرانکلین) با ترجمه خسرو همایون‌پور و دومین در سال ۱۳۵۳ توسط انتشارات عارف با ترجمه حمید کمازان منتشر شده‌است.
- وینیچ، اتل لیلیان (۱۳۹۸) [۱۳۵۶]. خرمگس. ترجمهٔ خسرو همایون‌پور. تهران: انتشارات امیرکبیر. شابک ۹۷۸-۹۶۴-۰۰۱۵۷۱۱.
- وینیچ، اتل لیلیان (۱۳۶۲) [۱۳۵۳]. خرمگس. ترجمهٔ حمید کمازان. تهران: عارف.
- وینیچ، اتل لیلیان (۱۳۸۷). خرمگس. ترجمهٔ داریوش شاهین، سوسن اردکانی. تهران: نگارستان کتاب. شابک ۹۷۸-۹۶۴-۸۱۵۵-۶۴-۸.
- وینیچ، اتل لیلیان (۱۳۸۹). خرمگس. ترجمهٔ مصطفی جمشیدی. تهران: امیرکبیر، کتابهای جیبی. شابک ۹۷۸-۹۶۴-۳۰۳-۲۲۸-۹.
- وینیچ، اتل لیلیان (۱۳۹۳). خرمگس. ترجمهٔ حمیدرضا بلوچ. تهران: مجید.

## اقتباس در تئاتر
- خرمگس یا فرزند کاردینال نوشته جورج برنارد شاو - ۱۸۹۸
- خرمگس نوشته اس. رابسون، ای. روز و اتل لیلیان وینیچ - ۱۸۹۹
- ژرتا اسوبودی نوشته ال. آوریان (به زبان روسی) - ۱۹۰۶
- اوواد نوشته وی. زولوتارف (به زبان روسی) - ۱۹۱۶
- اوواد نوشته آ. ژلیابوژزسکی (به زبان روسی) - ۱۹۴۰

## اقتباس سینمایی
- کرازانا، جمهوری سوسیالیستی گرجستان شوروی، کوته مردجانیشویلی - ۱۹۲۸
- اوواد، شوروی، الکساندر فاینتسیمر - ۱۹۵۵
- خرمگس، نیکولای ماشچنکو - ۱۹۸۰
- ریوارس، جمهوری سوسیالیستی گرجستان شوروی، بی. چخیزه - ۱۹۸۷
- نیومنگ، چین، وی. تیان‌مینگ - ۲۰۰۳